# Grindr
Grindr é um aplicativo de rede social e um serviço de namoro online para homens homossexuais, bissexuais, pessoas trans e pertencentes da comunidade queer. Foi lançado em março de 2009 como um dos primeiros aplicativos geossociais destinado a homens gays e tornou-se bastante popular no mundo inteiro pela comunidade gay. O aplicativo está disponível em dispositivos iOS e Android em versões gratuitas e premium (por meio das assinaturas Grindr XTRA e Grindr Unlimited). 
O aplicativo permite que os usuários criem um perfil pessoal exibido em uma grade com imagens de outras pessoas classificados pela distância, dependendo das configurações do filtro. A seleção de uma foto de perfil na exibição da grade exibirá o perfil completo e as fotos desse membro, bem como a opção iniciar uma conversa, enviar um "tap", enviar fotos, chamada de vídeo, emojis, GIFs e compartilhar uma localização precisa. 
Em maio de 2011, o Brasil detinha 14.044 usuários do Grindr. Em Portugal, o Grindr é a rede social mais utilizada para encontros entre homens homossexuais.

## História

### Propriedade original (2009-2015)
O Grindr foi lançado como um aplicativo móvel para iOS em 25 de março de 2009, pelo empresário de tecnologia Joel Simkhai em Los Angeles, Califórnia. A versão gratuita exibia 100 perfis de homens em uma distância específica, enquanto a versão premium (US$ 2,99 mais uma taxa mensal) não continha anúncios e ampliava a grade de encontros para 200 perfis. Avaliações positivas do aplicativo, circularam por diversos veículos do público gay como nos sites norte-americanos Queerty e Joe My God. Em agosto, havia cerca de 200 mil usuários cadastrados na rede do Grindr. Em março de 2010, havia 500 mil usuários.
No seu primeiro aniversário, em 25 de março de 2010, o Grindr lançou o aplicativo para dispositivos BlackBerry.
Em 7 de março de 2011, Grindr foi lançado para dispositivos Android. Com uma versão gratuita, os usuários poderiam pagar por uma versão premium chamada Grindr XTRA que não apresentava anúncios, maior visualização de perfis, mais "favoritos" e notificações push de mensagens recebidas enquanto o aplicativo está sendo executado em segundo plano.
Em 18 de junho de 2012, o Grindr anunciou que havia atingido oficialmente 4 milhões de usuários registrados em 192 países em todo o mundo.
Em agosto de 2013, o Grindr lançou uma versão atualizada do aplicativo exigindo que os usuários verificassem suas contas fornecendo um endereço de e-mail válido. Grindr diz que isso foi feito para reduzir o spam e melhorar a portabilidade.
Em 30 de setembro de 2013, o Grindr introduziu o "Tribos do Grindr", permitindo que os usuários se identificassem com um grupo de nicho e filtrassem suas pesquisas para encontrar melhor seu tipo.
Em 25 de março de 2014, o aplicativo estava em média com mais de 5 milhões de usuários ativos em todo o mundo.

### Após a aquisição (2016-presente)
Em janeiro de 2016, a Grindr anunciou que vendeu 60% da empresa para uma companhia chinesa, a Beijing Kunlun Tech, por US$ 93 milhões. A Kunlun comprou o restante da empresa por US$ 152 milhões em janeiro de 2018.
Em março de 2018, o Grindr introduziu um novo recurso que em que usuário possa ser lembrado a cada três ou seis meses para obter um exame de HIV.
Em março de 2019, a Kunlun começou a buscar um comprador para a Grindr depois que o Comitê de Investimento Estrangeiro nos Estados Unidos (CFIUS) informou a Kunlun que aplicativos de propriedade de uma empresa chinesa representa um risco para a segurança nacional.
Em julho de 2019, o Grindr lançou o Grindr Unlimited, uma nova versão premium do aplicativo que permite aos assinantes mensagens, usar o modo Incógnito, ver perfis ilimitados na grade, ver quem viu seu perfil, ver o status de digitação e usar todos os recursos premium do Grindr XTRA.
Em novembro de 2019, o Grindr lançou o Grindr Web, uma versão gratuita para desktop do aplicativo construído para usuários que preferem conversar pelo computador. Projetado como um bate-papo "rápido e discreto", ele utiliza uma interface de e-mail convencional e imita um gerenciador de arquivos de um computador no lugar dos perfis de usuários.
Em março de 2020, a Kunlun anunciou que venderá sua participação de 98,59% da Grindr para a San Vicente Acquisition LLC, com sede nos EUA, por US$ 608,5 milhões. A antiga administração e os funcionários da Grindr continuarão com 1,41% das ações da empresa após a transação.

## Controvérsias
Em janeiro de 2021 o Grindr enfrentava uma multa de 9,6 milhões de euros na Noruega (equivalente à cerca de 10% da receita anual da empresa) depois das autoridades de proteção de dados da Noruega detectarem indícios de que a aplicativo compartilhava dados privados dos seus utilizadores sem consentimento. A informação — que era enviada a anunciante — inclui detalhes sobre a localização, orientação sexual, e saúde mental dos utilizadores, bem como o fato de serem utilizadores do Grindr. Em declarações enviadas ao jornal português Público, a rede social disse que a investigação das autoridades norueguesas está desatualizada.